# Carlos João Chambers Ramos

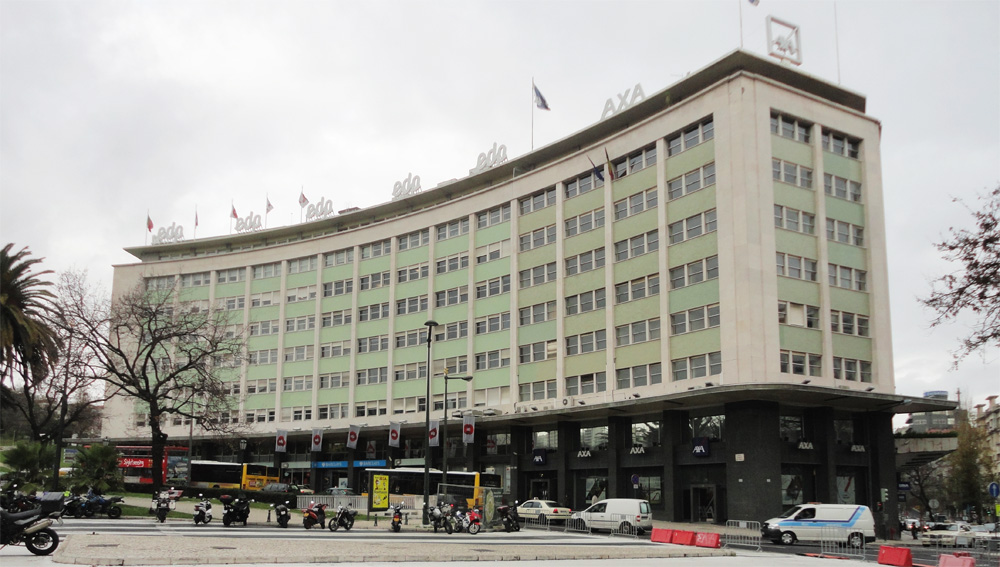
Plaza del Marqués de Pombal (1950), Lisboa

Carlos João Chambers de Oliveira Ramos, más conocido simplemente como Carlos Ramos (Oporto, 15 de enero de 1897-Lisboa, 1 de julio de 1969) fue un arquitecto racionalista portugués. 

## Trayectoria
Nació en Oporto en 1897, hijo de Manuel de Oliveira Ramos y de Inês Chambers. Estudió en la Escola Superior de Bellas Artes de Lisboa, donde se diplomó en 1920.
Formó parte de la primera generación de arquitectos portugueses interesados por la arquitectura moderna de vanguardia practicada por entonces en Europa. Ya sus primeras obras fueron buena muestra de ello: edificio Havas en Lisboa (1921), barrio obrero de Olhão (1925), Pabellón de Radiología del Instituto Portugués de Oncología en Lisboa (1927-1933), Liceo Júlio Henriques en Coímbra (1930, con Adelino Nunes y Jorge Segurado).
En 1940 realizó el pabellón de la Colonización para la Exposición del Mundo Portugués. Ese año entró en el cuerpo docente de la Escuela Superior de Bellas Artes de Oporto, institución de la que fue director desde 1952.
Entre sus siguientes obras destacan: el Liceo Alves Martins en Viseu (1940), el Sanatorio Dr. João de Almada en Funchal (1941), una casa en el barrio lisboeta de Restelo (1946), la plaza del Marqués de Pombal en Lisboa (1950) y los tribunales de Évora, Sabugal y Mirandela (1959-1960).
En 1964 le fue concedido el Premio Nacional de Arte. También recibió diversas distinciones honoríficas: Oficial de la Orden de Santiago de la Espada (1941) y Gran Oficial de la Orden de la Instrucción Pública (1966).
Su hijo Carlos Manuel Oliveira Ramos fue también arquitecto.